# Rörtjärnen (Arvidsjaurs socken, Lappland, 726717-164856)
Rörtjärnen är en sjö i Arvidsjaurs kommun i Lappland och ingår i Skellefteälvens huvudavrinningsområde. Sjöns area är 0,081 kvadratkilometer och den befinner sig 452 meter över havet.